# 사이토 히토시 (유도인)
사이토 히토시(일본어: 斉藤 仁, 1961년 1월 2일~2015년 1월 20일)는 일본의 유도 선수이며, 1984년과 1988년 하계 올림픽 남자 헤비급에서 2연속 우승을 차지했다.

## 경력
아오모리현 아오모리시 출신으로 중학교 때 유도를 시작하였으며, 도쿄 세타가야구에 있는 고쿠시칸 중학교로 전학을 갔다. 고쿠시칸 고등학교에서 계속 유도를 연습하고, 고교 유도 대회에서 우승하기도 하였다. 1979년 고쿠시칸 대학에 입학하여 전 일본 유도 선수권 대회, 그랜드 슬램 등지에서 7번이나 야마시타 야스히로와 맞붙었다.
1983년 대학 졸업 후에는 고쿠시칸 대학에서 계속 일하였다. 그해 세계 선수권 대회에서 무제한급을 우승하고, 1984년 로스앤젤레스 올림픽에서 95 kg 이상급 금메달을 획득하였다.
1985년 대한민국 서울에서 열린 11985년 세계 선수권 대회 결승에서 대한민국의 조용철과 맞붙었는데, 그의 팔이 조용철의 제자리 팔조르기에 의하여 탈구 되어 기권, 은메달을 획득했다. 1987년 전국 선수권 대회에서 오른쪽 무릎 부상을 당하였으나, 이듬해 대회에 돌아와 우승하여 두 번째 올림픽에 출전할 수 있는 기회를 얻었다.
1988년 9월 서울에서 열린 1988년 하계 올림픽에서 조용철과 다시 준결승전에서 맞붙었으며, 그 대회에서 다른 일본 선수들이 결승전 진출에 실패했다는 무서운 압박 아래에서 싸웠다. 판정승으로 우승한 후, 결승전에서 동독의 헨리 슈퇴어를 꺾고 2연승을 하였다.
경기가 끝난 후 현역에서 은퇴를 하고 고쿠시칸 대학과 전 일본 유도 연맹의 강사가 되었다. 2004년 아테네 올림픽에서는 코치를 맡았다. 유도 7단을 보유하고 있으며, 전 라이벌이었던 야마시타와 가까운 우정을 유지해 왔다.
54세의 나이로 담관암으로 사망하였다.